# Dichotomanthes tristaniicarpa
Dichotomanthes tristaniicarpa là loài thực vật có hoa trong họ Hoa hồng. Loài này được Kurz mô tả khoa học đầu tiên năm 1873.

## Hình ảnh

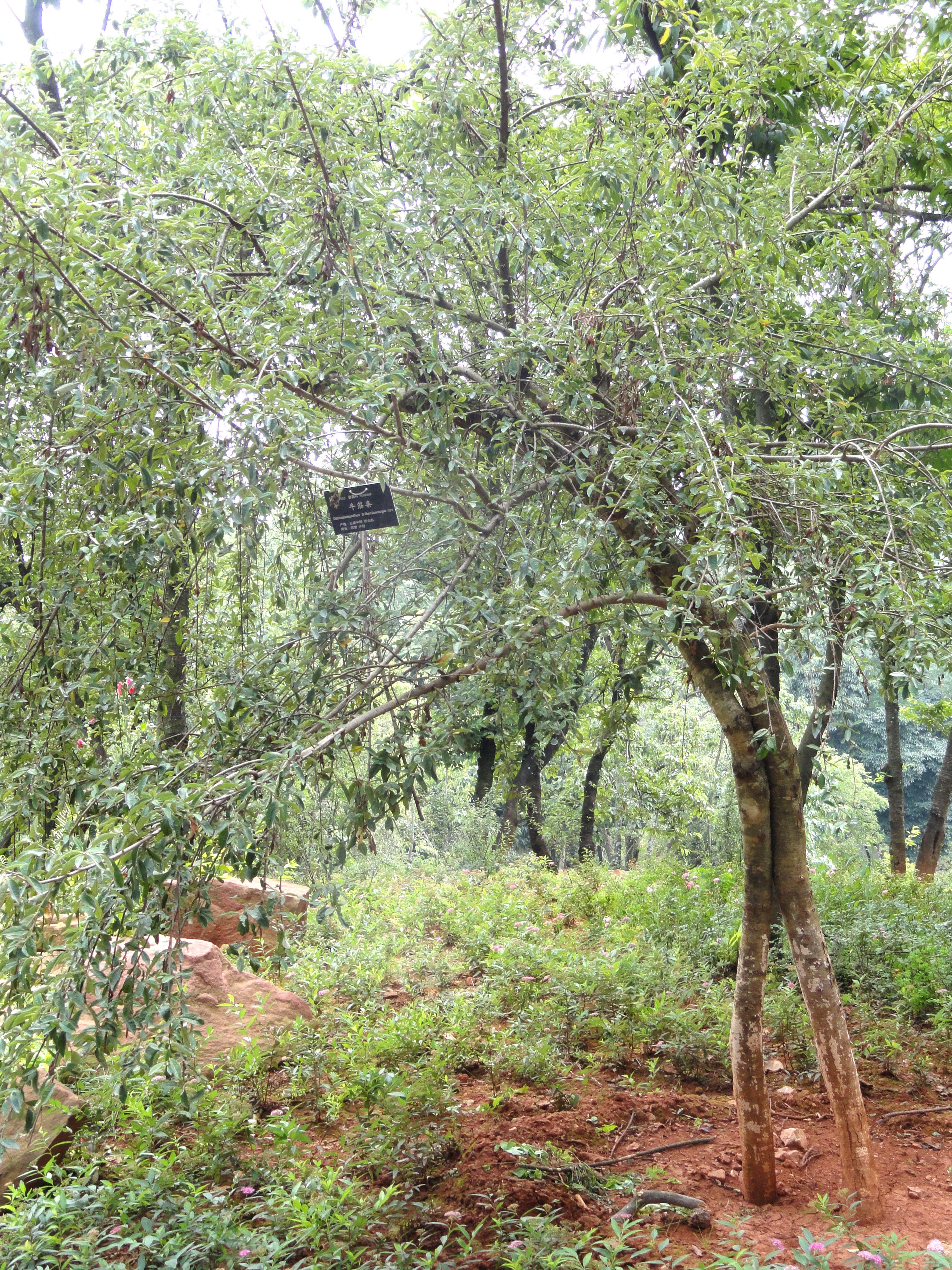